# Alen Avdić
Alen Avdić (Sarajevo, 3 aprile 1977) è un ex calciatore bosniaco, di ruolo centrocampista.

## Carriera

### Club
Centrocampista offensivo, ha diviso la sua carriera tra Bosnia, Turchia, Belgio, Germania, Corea del Sud, Giappone, Cina e Iran, tornando a più riprese in patria (quattro volte), fino al termine dell'avventura calcistica, conclusasi nel giugno 2011 al Sarajevo. Vanta 8 presenze e 2 gol nelle sfide di Coppa UEFA.

### Nazionale
Debutta il 10 marzo 1999 in un'amichevole contro l'Ungheria (1-1). Successivamente è convocato per altre due partite nello stesso anno, terminando presto la sua esperienza in nazionale.

## Statistiche

### Presenze e reti in Nazionale
| Cronologia completa delle presenze e delle reti in nazionale ― Bosnia ed Erzegovina | Cronologia completa delle presenze e delle reti in nazionale ― Bosnia ed Erzegovina | Cronologia completa delle presenze e delle reti in nazionale ― Bosnia ed Erzegovina | Cronologia completa delle presenze e delle reti in nazionale ― Bosnia ed Erzegovina | Cronologia completa delle presenze e delle reti in nazionale ― Bosnia ed Erzegovina | Cronologia completa delle presenze e delle reti in nazionale ― Bosnia ed Erzegovina | Cronologia completa delle presenze e delle reti in nazionale ― Bosnia ed Erzegovina | Cronologia completa delle presenze e delle reti in nazionale ― Bosnia ed Erzegovina |
| Data                                                                                | Città                                                                               | In casa                                                                             | Risultato                                                                           | Ospiti                                                                              | Competizione                                                                        | Reti                                                                                | Note                                                                                |
| ----------------------------------------------------------------------------------- | ----------------------------------------------------------------------------------- | ----------------------------------------------------------------------------------- | ----------------------------------------------------------------------------------- | ----------------------------------------------------------------------------------- | ----------------------------------------------------------------------------------- | ----------------------------------------------------------------------------------- | ----------------------------------------------------------------------------------- |
| 10-3-1999                                                                           | Budapest                                                                            | Ungheria                                                                            | 1 – 1                                                                               | Bosnia ed Erzegovina                                                                | Amichevole                                                                          | -                                                                                   |                                                                                     |
| 15-6-1999                                                                           | Glasgow                                                                             | Scozia                                                                              | 1 – 0                                                                               | Bosnia ed Erzegovina                                                                | Qual. Euro 2000                                                                     | -                                                                                   |                                                                                     |
| 15-10-1999                                                                          | Tallinn                                                                             | Estonia                                                                             | 1 – 4                                                                               | Bosnia ed Erzegovina                                                                | Qual. Euro 2000                                                                     | -                                                                                   |                                                                                     |
| Totale                                                                              |                                                                                     | Presenze                                                                            | 3                                                                                   |                                                                                     | Reti                                                                                | 0                                                                                   |                                                                                     |

## Palmarès

### Club

#### Competizioni nazionali
- Coppa della Corea del Sud: 1

Suwon: 2002
- Coppa di Bosnia ed Erzegovina: 1

Sarajevo: 2004-2005